# Plateros rubromamasensis
Plateros rubromamasensis is een keversoort uit de familie netschildkevers (Lycidae). De wetenschappelijke naam van de soort werd in 2001 gepubliceerd door Tvardik & Bocák.